# 유진명 (1880년)
유진명(兪鎭明, 1880년 음력 2월 15일 ~ 1946년 1월 14일)은 대한제국과 일제강점기의 관료이다. 본관은 기계이다.
일본에 유학하여 1896년에 게이오의숙 보통과를 졸업하였고, 1900년에는 도쿄 법학원 법률전과를 졸업했다.
귀국한 뒤 1903년에 판임관 8등의 전화과 주사에 임명된 것을 시작으로 대한제국 말기에 관리로 근무했다. 법관양성소 교관과 경무청 경무관 등을 지냈다. 1907년 경시청 경무관을 거쳐 1908년에는 황해도 장연군 군수로 근무했다. 이때 품계는 6품이었다.
1910년에 한일 병합 조약이 체결되면서 조선총독부 군수로 소속을 이동했다. 황해도 황주군과 연백군 군수를 차례로 지내고 일본 정부로부터 한국병합기념장을 수여받았다. 연백군수로 재직 중에는 황해도 지방토지조사위원회에서 임시위원을 겸임하기도 했다.
1921년에 황해도 참여관으로 승진하였다. 황해도 참여관이던 1924년을 기준으로 종5위 훈6등에 서위되어 있었다. 퇴관 후인 1928년에도 쇼와대례기념장을 수여받았다.
2002년 발표된 친일파 708인 명단 중 도 참여관 부문에 수록되었고, 2008년 민족문제연구소가 정리한 친일인명사전 수록예정자 명단 중 관료 부문에 선정되었다. 2009년 친일반민족행위진상규명위원회가 발표한 친일반민족행위 705인 명단에도 물론 포함되었다.

## 참고자료
- 유진명(兪鎭明) - 국사편찬위원회